# Mínimo de Maunder

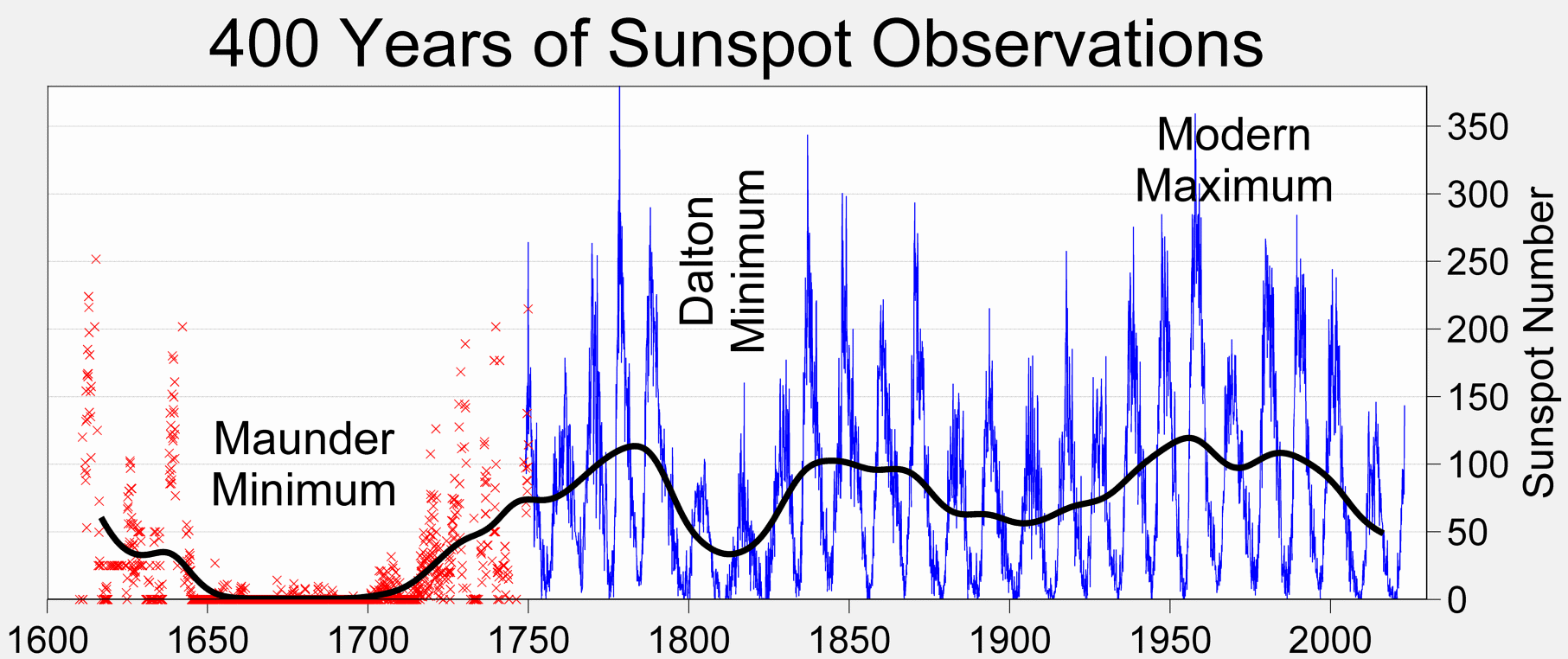
El mínimo de Maunder en 400 años de actividad solar medida por el número de manchas solares.

El mínimo de Maunder es el nombre dado al período de 1645 a 1715, cuando las manchas solares prácticamente desaparecieron de la superficie del Sol, tal como observaron los astrónomos de la época. Recibe el nombre del astrónomo solar E.W. Maunder quien descubrió la escasez de manchas solares durante ese período estudiando los archivos de esos años. Durante un período de 30 años dentro del mínimo de Maunder, los astrónomos observaron aproximadamente 50 manchas solares, mientras que lo típico sería observar entre unas 40.000 y 50.000 manchas. 
Desde que en 1611 Galileo popularizara el telescopio, el Sol y sus manchas han sido observados con asiduidad. No fue sino hasta 1851 que el astrónomo Heinrich Schwabe observó que la actividad solar variaba según un ciclo de once años, con máximos y mínimos. El astrónomo solar Edward Maunder se percató de que desde 1645 a 1715 el Sol interrumpe el ciclo de once años y aparece una época donde casi no aparecen manchas, denominado «mínimo de Maunder». El Sol y las estrellas suelen pasar un tercio de su vida en estas crisis y durante ellas la energía que emite es menor y se corresponde con períodos fríos en el clima terrestre. Las auroras boreales o las australes causadas por la actividad solar desaparecen o son raras.
Ha habido seis mínimos solares similares al de Maunder desde el mínimo egipcio del 1300 a. C. hasta el último que es el de Maunder. Pero su aparición es muy irregular, con lapsos de solo 180 años, hasta 1100 años, entre mínimos. Por término medio los periodos de escasa actividad solar duran unos 115 años y se repiten aproximadamente cada 600. Actualmente estamos en el Máximo Moderno que empezó en 1780 cuando vuelve a reaparecer el ciclo de 11 años. Un mínimo solar tiene que ocurrir como muy tarde en el 2900 y un nuevo período glaciar, cuyo ciclo es de unos cien mil años, podría aparecer hacia el año 44 000.
El término «mínimo de Maunder» fue introducido por John A. Eddy que publicó en 1976 un artículo de referencia en la revista Science. Algunos astrónomos anteriores a Eddy también habían llamado así al período por los astrónomos solares Annie y E. Walter Maunder (1851-1928) que habían estudiado la forma en que las latitudes de las manchas solares cambian con el tiempo.

## Observaciones de las manchas solares
El mínimo de Maunder ocurrió entre 1645 y 1715 cuando solo se observaron aproximadamente 50 manchas en lugar de las entre 40.000 y 50.000 manchas típicas. La actividad en manchas en períodos de 10 años entre 1610 - 1681 es como sigue: 
| Manchas solares por décadas | - | 1610 | 9 | - | 1620 | 6 | - | 1630 | 9 | - | 1640 | 2 | - | 1650 | 3 | - | 1660 | 1 | - | 1670 | 0 | - | 1680 | 1 |

Durante el mínimo de Maunder hubo suficientes manchas solares para poder inferir los ciclos de 11 años. Los máximos ocurrieron en 1674, 1684, 1695, 1705 y 1716. 
La actividad de la mancha solar se concentró en el hemisferio sur solar, salvo en el último ciclo durante el cual las manchas solares aparecieron también en el hemisferio norte.
Según la ley de Spörer, al inicio de un ciclo las manchas aparecen a elevadas latitudes y durante el ciclo van apareciendo a más bajas latitudes, hasta que alcanzan latitud 15° en el máximo solar. El promedio continúa bajando hasta 7° y después de eso, mientras las manchas del ciclo viejo se acaban, el nuevo ciclo vislumbra su comienzo con nuevas manchas a latitudes altas. 
La visibilidad de estas manchas también está afectada por la rotación diferencial del Sol (distintas duraciones de la rotación solar en cada latitud): 
| Latitud solar | Período de rotación |
| ------------- | ------------------- |
| 0°            | 24,7 días           |
| 35°           | 26,7 días           |
| 40°           | 28,0 días           |
| 75°           | 33,0 días           |

La visibilidad de las manchas está afectada porque las observaciones se hacen desde la eclíptica y el plano de la eclíptica está inclinado 7° respecto al ecuador del Sol (0° de latitud).

## Pequeña Edad de Hielo

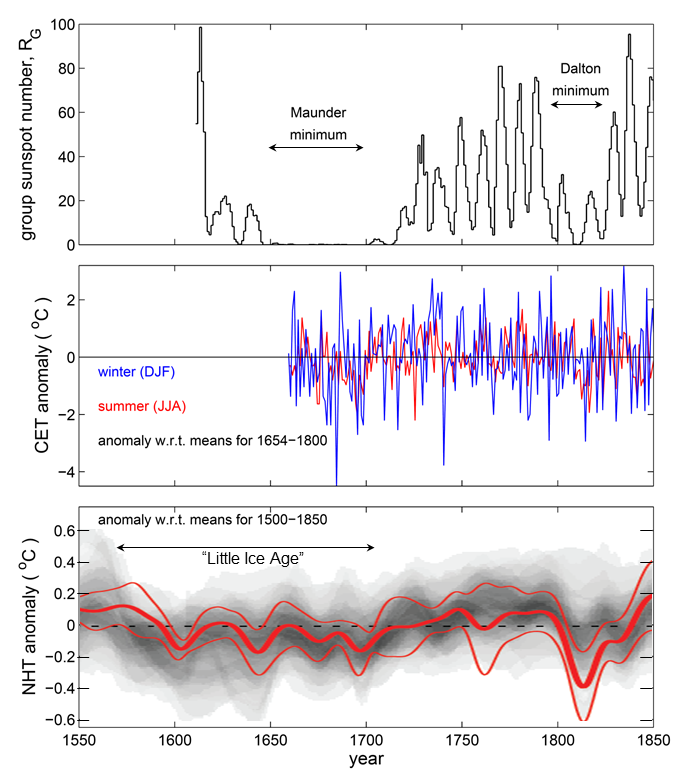
Comparación del número de manchas solares, temperaturas del centro de Inglaterra y una canasta de reconstrucciones de temperaturas del hemisferio norte compiladas por el IPCC

El mínimo de Maunder coincidió con la parte más fría de la llamada Pequeña Edad de Hielo, de los siglos XVII al XVIII.
El cronista franciscano Vicente Martínez Colomer (1803) refiere que mediado el siglo XVII, en la última sesión del Definitorio celebrado en el Convento de San Francisco (Valencia), que tuvo lugar el 20 de mayo de 1660, se dispensó a los conventos de Morella, Manzanera, Castielfabib y Agres del rezo de maitines (media noche), "desde noviembre hasta concluido febrero, por el frío excesivo", fenómeno climático que podría incluirse en el segmento temporal del mínimo de Maunder (1645-1715).

## Otras observaciones
Investigaciones recientes publicadas sugieren que la rotación del Sol sufrió un retardo en la parte más central del mínimo de Maunder (1666 -1700). Según nuestro conocimiento actual de la física solar, un Sol más grande y más lento implica necesariamente un Sol más fresco y que proporciona menos calor a la Tierra (el mecanismo que hace que una estrella se expanda y contraiga es aún incierto, aunque muchas estrellas sufren pulsaciones). 

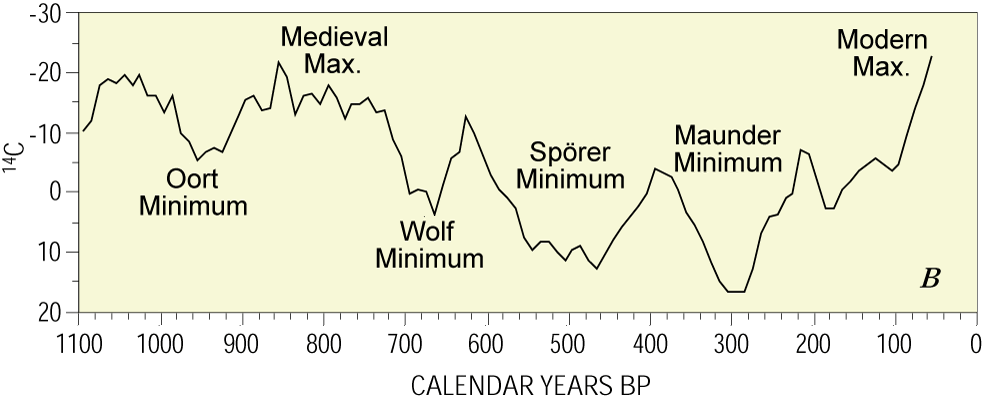
Los acontecimientos de la actividad solar quedaron grabados en el carbono radiactivo.

La más baja actividad solar durante el mínimo de Maunder afectó a la cantidad de radiación cósmica que alcanzó la Tierra. El cambio resultante en la producción de carbono-14 durante ese período causó inexactitud en la datación por carbono radiactivo hasta que este efecto fue descubierto.
La actividad solar también afecta a la producción de berilio-10, y sus variaciones en la producción de este isótopo se usan para reconstruir la actividad solar. 
Se han descubierto otros mínimos históricos de las manchas solares, o bien por el análisis de carbono-14 en los testigos de hielo o bien por los anillos de los árboles; éstos incluyen el Mínimo de Spörer (1450 -1540) y el Mínimo de Dalton (1790 -1820). En total parece haber habido 18 períodos de mínimos de las manchas solares en los últimos 8.000 años, y los estudios indican que el Sol permanece un cuarto de su tiempo en estos mínimos.